# وندیرس، مورته‌ات مسل
وندیرس، مورته ات مسل (به فرانسوی: Vandières, Meurthe-et-Moselle) یک کامین در فرانسه است که در Canton of Dieulouard واقع شده‌است.

## خصوصیات
وندیرس ۱۲٫۳۵ کیلومترمربع مساحت و ۹۶۴ نفر جمعیت دارد و ۱۸۰ متر بالاتر از سطح دریا واقع شده‌است.